# Дев'ята
«Дев'ята» (рос. Девятая) — російський фільм жахів, знятий режисером Миколою Хомерикою. Головну роль виконує Євген Циганов. Прем'єра відбулася 7 листопада 2019 року.

## Сюжет
Кінець XIX століття в Петербурзі відзначається масовим захопленням окультними науками та езотерикою. Британська медіум Олівія Рід приїжджає до столиці Російської імперії з гастролями, збираючи юрби людей на своїх публічних спіритичних сеансах. У цей період у місті скоюється серія ритуальних загадкових убивств. На вулицях викрадають дівчат, а їхні понівечені тіла знаходять у різних кінцях міста. Розслідування проводить молодий поліцейський офіцер Ростов та його помічник Ганін. З кожною новою жертвою справа стає дедалі заплутанішою. Підозра падає на Олівію, і Ростов вирішує звернутися до неї в надії, що її здібності викликати духів загиблих можуть допомогти виявити убивцю.

## У ролях
| Актор              | Роль                                 |
| ------------------ | ------------------------------------ |
| Євген Циганов      | Сергій Костянтинович Ростов, слідчий |
| Дейзі Гед          | Олівія Рід, англійка-медіум          |
| Дмитро Лисенков    | Федір Ілліч Ганін                    |
| Юрій Колокольников | Василь Петрович Голіцин              |
| Джонатан Солвей    | Джеймс Рід                           |
| Ігор Черневич      | лікар-патологоанатом                 |
| Євген Ткачук       | Павлуша «Небіжчик»                   |
| Вілен Бабічов      | слуга Джеймса                        |
| Іван Решетняк      | «Суслик», поліціянт інформатор       |
| Дмитро Поднозов    | вартових справ майстер               |
| Анатолій Горін     | тюремник                             |